# Bocol
El bocol es una tortilla gruesa de masa de maíz mezclada con manteca de res, cerdo o vegetal, cocidas en un comal, rellenas con frijoles refritos, queso fresco, chicharrón, carne deshebrada, u otro guiso. Es platillo típico de la región Huasteca de México (de donde son originarios) que comparten los estados de Tamaulipas, Veracruz, Puebla, Hidalgo, San Luis Potosí y Querétaro.
Generalmente, son de tamaño pequeño, entre 5 y 10 cm de diámetro, son elaboradas en pocos minutos y por ello se consumen como comida rápida en puestos callejeros. Son muy apreciados en la zona mencionada.
También se pueden encontrar en el área de congelados de algunos supermercados de la zona, con sabor a chipotle, cilantro y frijoles.

## Variantes regionales
Los bocoles huastecos muestran diversas adaptaciones regionales en toda la región huasteca. En algunas áreas, están rellenos con ingredientes salados como frijoles refritos o chicharrón en salsa, mientras que las versiones dulces incluyen manzanas con canela. Estas adaptaciones reflejan la creatividad y las tradiciones culinarias del pueblo huasteco.